# Linha Mortal
Flatliners (br/pt: Linha Mortal) é um filme americano de 1990, dirigido por Joel Schumacher e estrelado por Kiefer Sutherland, Julia Roberts, William Baldwin, Oliver Platt e Kevin Bacon.
Recebeu um remake em 2017.

## Sinopse
Cinco estudantes de medicina decidem realizar experiências científicas, em si próprios, no intuito de determinar se há algo além da morte. Clinicamente mortos, cada um, a sua vez, passa a vivenciar lembranças traumáticas do passado, antes de serem reanimados por seus colegas.

## Reação
O filme foi bem recebido pelo público e crítica e, além disso, recebeu uma indicação ao Oscar, na categoria Melhor Efeitos Sonoros.

## Elenco
- Kiefer Sutherland..... Nelson Wright
- Julia Roberts.....  Rachel Mannus
- William Baldwin.....  Joe Hurley
- Oliver Platt.....   Randy Steckle
- Kevin Bacon.....    David Labraccio
- Kimberly Scott.....  Winnie Hicks
- Joshua Rudoy.....   Billy Mahoney
- Benjamin Mouton..... Pai de Rachel
- Aeryk Egan.....   Jovem Nelson
- Kesha Reed.....   Jovem Winnie
- Hope Davis..... Anne Coldren
- Jim Ortlieb.....  Tio Dave
- John Duda.....   Jovem Labraccio
- Elinore O'Connell.....   Mãe de Rachel